# Vivaro Romano
Vivaro Romano é uma comuna italiana da região do Lácio, província de Roma, com cerca de 194 habitantes. Estende-se por uma área de 12,50 km², tendo uma densidade populacional de 16 hab/km². Faz fronteira com Carsoli (AQ), Oricola (AQ), Orvinio (RI), Pozzaglia Sabina (RI), Turania (RI), Vallinfreda.

## Demografia
| Variação demográfica do município entre 1861 e 2011                               |
|                                                                                   |
| Fonte: Istituto Nazionale di Statistica (ISTAT) - Elaboração gráfica da Wikipedia |